# Seldovia
Seldovia és una població dels Estats Units a l'estat d'Alaska. Segons el cens del 2000 tenia 286 habitants.

## Demografia
Segons el cens del 2000, Seldovia tenia 286 habitants, 134 habitatges, i 71 famílies La densitat de població era de 290,6 habitants/km².
Dels 134 habitatges en un 22,4% hi vivien nens de menys de 18 anys, en un 44,8% hi vivien parelles casades, en un 7,5% dones solteres, i en un 47% no eren unitats familiars. En el 40,3% dels habitatges hi vivien persones soles el 10,4% de les quals corresponia a persones de 65 anys o més que vivien soles. El nombre mitjà de persones vivint en cada habitatge era de 2,13 i el nombre mitjà de persones que vivien en cada família era de 2,93.
Per edats la població es repartia de la següent manera: un 24,1% tenia menys de 18 anys, un 4,5% entre 18 i 24, un 21% entre 25 i 44, un 37,4% de 45 a 60 i un 12,9% 65 anys o més.
L'edat mitjana era de 45 anys. Per cada 100 dones de 18 o més anys hi havia 110,7 homes.
La renda mitjana per habitatge era de 45.313 $ i la renda mitjana per família de 58.000 $. Els homes tenien una renda mitjana de 41.250 $ mentre que les dones 33.750 $. La renda per capita de la població era de 23.669 $. Aproximadament el 3% de les famílies i el 7,9% de la població estaven per davall del llindar de pobresa.

## Poblacions més properes
El següent diagrama mostra les poblacions més properes.